# 花太郎笠
「花太郎笠」（はなたろうがさ）は、1968年2月5日に発売された橋幸夫の95枚目のシングルである（SV-672）。同名のミュージックブック「花太郎笠」（SB1005）も制作されている。

## 概要
- 潮来笠でデビューした橋幸夫は、多くの股旅ものを発表し、その大半は恩師にあたる作詞家佐伯孝夫、作曲家吉田正によって制作されたものである。本作も両者による制作であるが、楽曲は、前年に発表した「佐久の鯉太郎」同様、初期の股旅ものとは異なっている。
- 1964年8月に発売した「恋をするなら」から、エレキサウンドを取入れたリズム歌謡を発表し、「恋のメキシカン・ロック」でこの分野に終止符を打ったが、その後の股旅ものはリズム歌謡のサウンドが取り入れられている。
- 金子勇は、本作を「股旅ものだが、...フルバンドに尺八と三味線は当然だが、エレキギターまで加味する.....作詞面では潮来笠の伝統を引いており、作曲面ではこれ以上の和洋折衷はできないような作品に仕上げられている」と評している[1]。楽譜には「Medium Afro Rock」と記されている。
- 本作は橋の26枚目のシングル「成田の花太郎（c/w 成田おどり）」［1962/9/10発売、VS-806］の続編のかたちを採っており、歌詞も「馬鹿を承知で二度目の旅」となっている。
- 成田ものは、橋の楽曲やステージでの振り付けを担当していた花柳啓之が成田山新勝寺の信者であったことに起因している[2]。
- c/wの「成田おどり」も佐伯孝夫、吉田正の作品である。

## 収録曲
1. 花太郎笠
作詞：佐伯孝夫、作・編曲：吉田正
2. 成田おどり 
作詞：佐伯孝夫、作・編曲：吉田正

## 収録アルバム
『股旅演歌ベスト〈潮来笠から子連れ狼まで〉』（1986年）
他

## ミュージックブック「花太郎笠」
- 楽曲発表から10ヶ月以上経過した後、ミュージックブック「花太郎笠」が、1968年11月日本ビクター出版より発売された（SB1005）。
- 主な内容は以下のとおりで、両面ソノシートが1枚付属している。
  - 巻頭カラーグラビア
  - 橋幸夫・日劇ショウ（紹介記事）
  - カラーグラビア（星由里子、奈美悦子とのツーショット）
  - 三浦清史「橋幸夫の魅力」
  - カラーグラビア「花太郎笠-橋幸夫」
  - 歌詞紹介（4曲）
  - 幸ちゃん・話題のコーナ